# Inmigración irregular en España

Mapa de las rutas de emigración ilegal desde África a Europa, con punto de entrada en España a través del Mediterráneo y Canarias.

La inmigración irregular en España, también llamada inmigración ilegal, se refiere a la entrada de inmigrantes en el territorio del Reino de España que no tienen autorización legal para hacerlo (aunque sea su destino final España o un tercer país), o también de aquellos que habiendo entrado legalmente no tienen la autorización por ley para permanecer en el territorio nacional.
Debido a la situación de España, como país frontera con el continente africano y su relación histórica y cultural con los países de América, ha sido una puerta tradicional de gran número de inmigrantes, sobre todo a finales del siglo XX y principios del siglo XXI.
La inmigración irregular supuso 56.852 entradas en España en 2023, un 82,1% más que en 2022.Del total, sólo 1.234 inmigrantes accedieron irregularmente al país por vía terrestre a través de Ceuta o Melilla, mientras el resto lo hicieron por vía marítima.

## Rutas de acceso
Las rutas de acceso a España serían:
- La vía terrestre, accediendo a las ciudades autónomas de Ceuta y Melilla, atravesando ilegalmente la frontera terrestre que separa España de Marruecos.
- La vía marítima:
  - Cruzando el Estrecho de Gibraltar, mediante pateras y a partir de 2005 con la intensificación de la vigilancia en el Estrecho la presión se desplaza al Mar de Alborán y el Golfo de Cádiz.
  - A través del Océano Atlántico, mediante cayucos desde las costas de Mauritania, Sahara Occidental y Marruecos (Tarfaya) hasta las Islas Canarias.[4]

## Historia

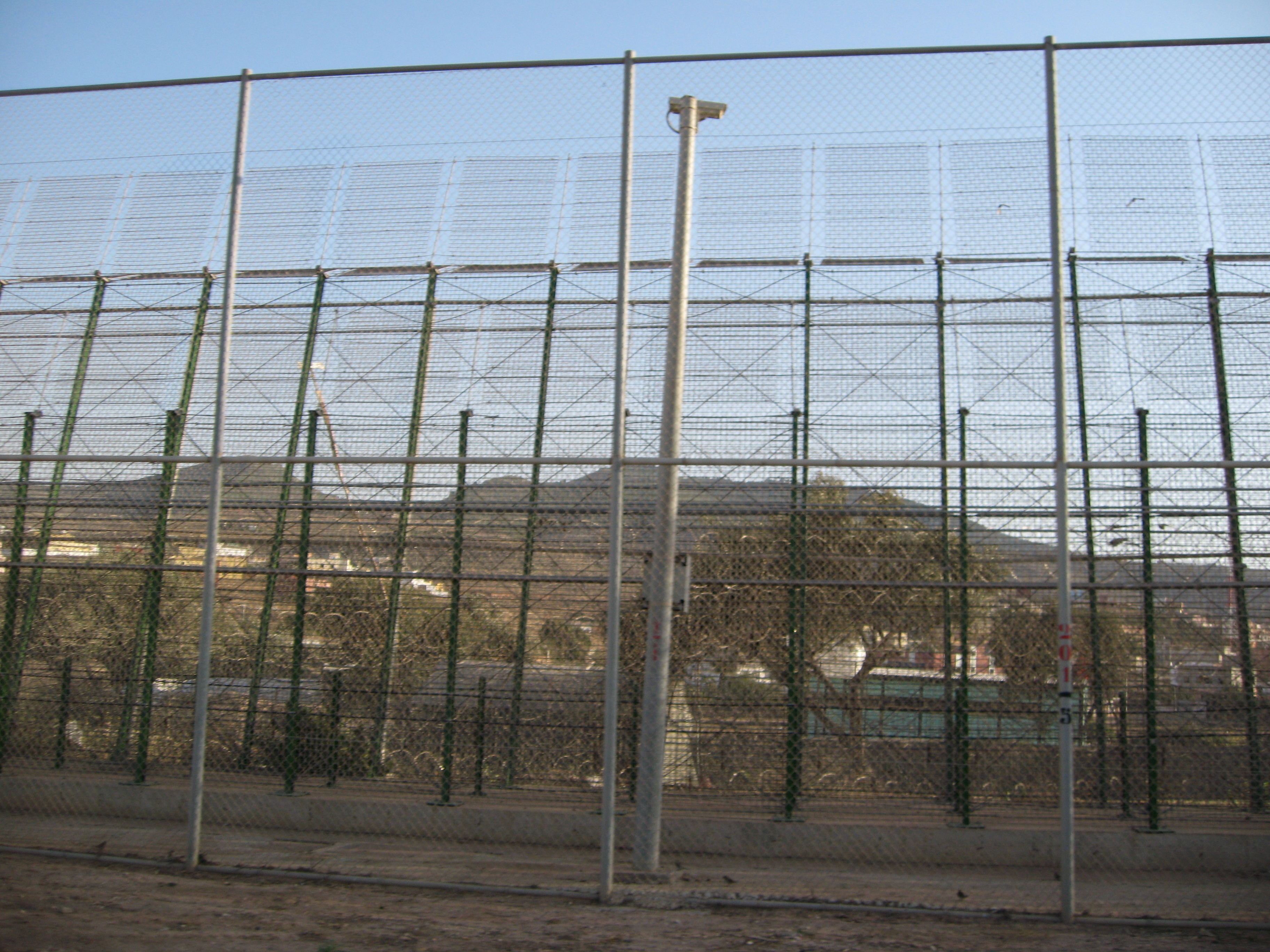
Imagen actual de la Valla de Melilla con sistema reforzado de barreras a varios niveles y cámaras de control.

A finales de los años 1980 llegaron las primeras pateras a las costas españolas. El 1 de noviembre de 1988 se produjo el primer naufragio conocido de inmigrantes en Tarifa, en la playa de los Lances. Fallecieron 18 personas ahogadas pero 5 pudieron salvarse.
En 1992 España y Marruecos firman un acuerdo de devolución de inmigrantes por el cual se devolverían los inmigrantes que ingresarán en territorio nacional desde el reino marroquí. Por entonces el problema ya empezaba a ser grave para las ciudades autónomas de Ceuta y Melilla, en las cuales la valla perimetral era de escasa protección, centrándose toda la vigilancia de inmigrantes en los puertos de paso a la península. En 1995 se decide a reforzar la valla de Ceuta y en 1998 se procede a reforzar la valla de Melilla. Para el octubre de 1996 había 500 inmigrantes en Ceuta esperando dar el salto a la península y aproximadamente 200 en Melilla, un aviso de lo que ocurriría años después.
La inmigración regular e irregular creció permanentemente hasta el máximo marcado durante el 2008, en la llamada crisis de los cayucos en la cual en ese año llegaron 39.180 personas registradas en embarcaciones, muy por encima de los 11.781 personas de 2005, o los 18.056 de 2007. Además 2008 fue un punto de inflexión por la afluencia de embarcaciones ilegales desde las costas de África Occidental hasta las Islas Canarias, algo inaudito hasta entonces.  
En ese año (2008) las autoridades españolas detectaron 92.730 personas sin la documentación en regla. Esta cifra ha ido reduciéndose hasta 37.295 en 2016.
En 2018 se observa de nuevo un repunte con el acceso de más de 56.000 individuos.  

### Países de origen

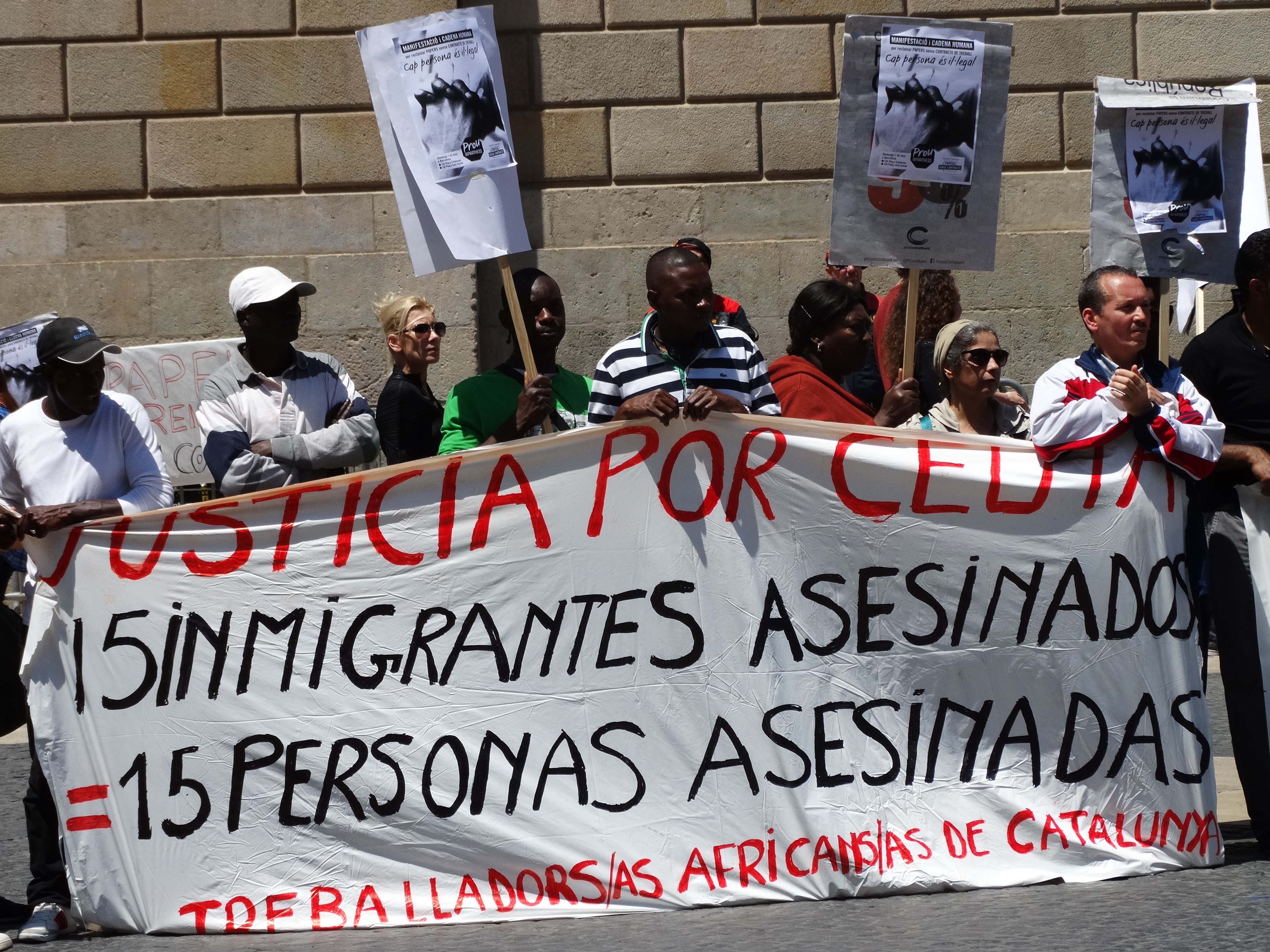
Protesta por el fallecimiento de inmigrantes irregulares en 2015 en la Valla de Ceuta.

De los datos del Ministerio del Interior se arroja que la mayor parte de la inmigración irregular tiene origen en Argelia, seguidos de Marruecos y Guinea.

## Situación legal
Las condiciones en las que un extranjero entra en territorio nacional quedan recogidas en la Ley de Extranjería de España. En resumen se podría destacar lo siguiente de la ley de extranjería:
- Recoge los criterios de accesos entre los que se encontraría el pasaporte en regla, visado si el país de origen lo requiriera y otros documentos: justificación de la estancia, acreditación médica...
- Los períodos de estancia serían variables: 
  - Tránsito: Sería el más corto, y puede requerir visado. Sería el paso por el espacio internacional de los aeropuertos
  - Estancia: De máximo de tres meses, por turismo o por negocios.
  - Residencia temporal: Duración mínima de 90 días y máxima de 5 años. Es un procedimiento más complejo, porque requeriría justificar medio de subsistencia, razones humanitarias, reagrupación familiar u otras.
  - Residencia permanente: Con carácter general se concedería a aquellos extranjeros que acrediten haber vivido al menos 5 años en el país.

## Centro de internamiento
Un centro de internamiento es un lugar donde se retiene a los inmigrantes cuando llegan al territorio español y no tienen su documentación en regla, hasta que el juez decida si se tramita la expulsión o no.

## Opinión

### Posición de los partidos políticos
- Podemos El partido agilizará el arraigo de los inmigrantes trasladando competencias a los municipios y asumiendo que en caso de silencio administrativo tras 3 meses de la solicitud se entenderá como positivo. Además, prometen reducir las barreras o dificultades existentes para el empadronamiento.[14]
- Vox propone la devolución de todos los inmigrantes ilegales, la inhabilitación de acceso para aquellos que lo intenten y la devolución de aquellos inmigrantes que incurrieran en repetir delitos leves, o en algún delito grave.[15] Además eliminaría las posibilidades de acceder a la nacionalidad de forma rápida.

### Posición de las asociaciones
Varias asociaciones han denunciado:
- El hacinamiento y las malas condiciones que se encuentran los inmigrantes en los centros de internamiento.
- La desidia de los gobiernos por rescatar los naufragios (en el caso de las costas de Libia). En 2019 las autoridades portuarias no autorizaron la salida de los buques de rescate de ayuda humanitaria.
- Las llamadas "expulsiones en caliente" que son aquellas expulsiones que se realizan en el mismo momento del salto a la valla, o del acceso al territorio. En estas devoluciones el inmigrante no tendría derecho a solicitar asilo, al no realizarse el proceso de solicitud. Algunas ONGs han denunciado a miembros de los Cuerpos de Seguridad del Estado por ataques a los inmigrantes.[16][17]

### Posición de las instituciones
- Las Fuerzas y Cuerpos de Seguridad del Estado, como la Guardia Civil, han reconocido estar desbordados ante  la situación.[18][19] En algunos casos entran con violencia, atacando a los guardias que haya. En agosto de 2018 inmigrantes accedieron saltando por la valla de Melilla e hirieron a siete agentes con cal viva.[20]